# Saint-Julien-Vocance
Saint-Julien-Vocance település Franciaországban, Ardèche megyében. Lakosainak száma 222 fő (2022. január 1.). Saint-Julien-Vocance Monestier, Saint-Pierre-sur-Doux, Saint-Symphorien-de-Mahun, Vocance, Saint-Bonnet-le-Froid és Saint-Julien-Molhesabate községekkel határos.

## Népesség
A település népessége az elmúlt években az alábbi módon változott:
| Lakosok száma | 370  | 269  | 245  | 257  | 229  | 229  | 227  | 223  | 223  | 222  |
|               | 1968 | 1982 | 1990 | 2006 | 2013 | 2015 | 2017 | 2019 | 2020 | 2022 |